# Tanaostigmodes tambotis
Tanaostigmodes tambotis är en stekelart som beskrevs av Prinsloo och Lasalle 1995. Tanaostigmodes tambotis ingår i släktet Tanaostigmodes och familjen Tanaostigmatidae. Inga underarter finns listade i Catalogue of Life.